# 沿ヴォルガ国内軍管区
沿ヴォルガ国内軍管区（Приволжский округ внутренних войск）は、ソ連、ロシア内務省（MVD）国内軍のヴォルガ川流域における軍事行政単位、統合部隊。軍管区本部は、サラトフに位置する。

## 歴史
1980年10月14日、ゴーリキーに駐屯する護送師団に基づき、国内軍ヴォルガ・ヴャトカ地帯局が編成された。
軍管区部隊は、モスクワ五輪、善意のゲーム、ユニバーシアード、ソ連人民スパルタキアード（国体）における法秩序の維持、並びにチェルノブイリ原子力発電所事故、レニナカン及びスピタク地震、アストラハン地方でのコレラ流行における災害派遣等に参加した。
1987年、ヴォルガ・ヴャトカ地帯局は、沿ヴォルガ局に改称された。1988年2月から、軍管区の将兵は、旧ソ連領土の紛争地帯で戦闘任務を遂行した。
1993年3月2日、「ロシア連邦MVD国内軍機関に関する」大統領令により、ロシア領土に7個国内軍管区が設置され、沿ヴォルガ国内軍管区が創設された。
1994年12月からは、北カフカーズ地域の不法武装部隊の撃滅に参加した。1996年1月9日、サルマン・ラドゥーエフ指揮下のテロ部隊が、キズリャル市郊外の飛行場の奪取を試みたが、サラトフ特殊自動車化大隊がこれを撃退した。
2000年2月から2002年10月まで、沿ヴォルガ国内軍管区混成特殊自動車化連隊が、グデルメスの公共秩序の維持、連邦幹線「カフカーズ」の道路交通の安全の保障に関する戦闘任務を遂行した。2000年7月2日、ノヴォグロズネンスキー郊外に駐屯していたウファ特殊自動車化大隊が自爆テロの攻撃を受けた。
過去数年間、沿ヴォルガ国内軍管区の特殊自動車化大隊の活動は、ロシア国内軍最良と認められている。
2008年1月1日、沿ヴォルガ地域司令部（Приволжское региональное командование）に改編。

## 編成
- 作戦旅団：キーロフ
- 第34作戦任務旅団：シュミロヴォ
- 第35作戦任務旅団：サマーラ
- 作戦任務旅団：カザン
- 作戦任務旅団：サラトフ
- 重要国家施設警備師団：サロフ（旧アルザマス-16）
- 第594重要国家施設警備特殊連隊：ペンザ-19又はザレーチヌイ-1
- 重要国家施設警備特殊連隊：ジェルジンスク
- 第738独立特殊自動車化大隊：チェボクサルィ
- 第29特殊任務支隊「ブラート」：ウファ
- 第26特殊任務支隊「バルス」：カザン
- 第20特殊任務支隊「ヴェガ」：サラトフ